# LAZARUS 라자로
《LAZARUS 라자로》(일본어: LAZARUS ラザロ)는 MAPPA의 제작에 의한 일본의 텔레비전 애니메이션이다. 2025년 4월부터 6월까지 TV 도쿄 계열 등에서 방송되었다.

## 줄거리
서기 2052년 천재 과학자 스키너가 개발한 만능진통제 '하프나'는 전 세계에 보급돼 인류의 행복에 크게 기여하고 있었다. 그러나 3년간 실종됐던 스키너가 돌연 영상 메시지를 내고 "하프나에게는 복용 3년 후 발현되는 '죽음의 독'을 가했다", "나에게서 백신을 구하지 못하면 인류에게 미래는 없다"고 경고한다.
스키너를 찾기 위해 특수팀 '라자로'가 편성됐고, 파쿠르의 명인 악셀, 두뇌파 더그, 여장부 크리스틴, 드론 조종사 리랜드, 유명 해커 엘레이나 등 멤버 5명은 시한인 30일 이내에 백신을 구하기 위해 행동을 개시한다.

## 등장인물

### 라자로의 멤버
악셀 질베르토(アクセル・ジルベルト)
성우 - 미야노 마모루
브라질 출신, 23살. 신체 능력이 뛰어나고 파쿠르를 구사하며 고층 빌딩 사이를 날아다닌다. 성격은 사람을 잘 따르지만 스릴을 좋아해 굳이 위험에 뛰어든다. 감옥에서 탈옥을 거듭하여 징역 888년형으로 복역하고 있었지만 허쉬에 의해 라자로 팀의 멤버로 스카우트되다.
더글라스 하딘(ダグラス・ハディン)
성우 - 후루카와 마코토
나이지리아 출신으로, 통칭 '더그'. 팀의 두뇌적 존재이지만, 쿨한 풍모에 숨은 뜨거운 마음을 가지고 있다. 대학에서 물리학을 전공하다가 '흑인은 노벨상을 못 받는다'는 학장을 때려 퇴학당했다.
크리스틴 블레이크(クリスティン・ブレイク)
성우 - 우치다 마아야
러시아 출신으로, 통칭 '크리스'. 본명은 '알렉산드라'. 누구와도 거리낌이 없는 모양인 여장부인 여성. 성격은 밝아서 거칠다. 각종 총기를 잘 다루다.
리랜드 아스터(リーランド・アスター)
성우 - 우치다 유마
캐나다 출신. 특기는 드론 조종. 취미는 에고서핑. 지극히 평범한 소년으로 보이지만 복잡한 가정형편을 가진다.
엘레이나(エレイナ)
성우 - 이와미 마나카
홍콩 출신. 내성적인 15세 소녀이지만, '매드 스크리머'라고 불리는 굉장한 솜씨의 해커.
허쉬 린데만(ハーシュ・リンデマン)
성우 - 하야시바라 메구미
라자로 팀을 지휘하는 여성.

### 그 외의 등장인물
데니즈 스키너(デニズ・スキナー)
성우 - 야마데라 코이치
튀르키예 이스탄불 출신. 노벨상을 세 번 수상해 아인슈타인의 내후라 불리는 천재 과학자. 만능진통약 하프나를 개발해 특허를 무상으로 내준 성인 같은 인물이었지만 환경문제에 대한 무관심에 위기감을 호소하며 3년 전 돌연 사라졌다.
아벨(アベル)
성우 - 오오츠카 아키오
미국 국가안보국(NSA)의 국장.
리즈(リズ)
성우 - 타다 아오이
NSA에서 아벨을 서포트하는 여성.
질(ジル)
성우 - 나카무라 유이치
악셀의 형무소 시절 지인. 트랜스젠더로 출소 후에는 여성의 용모가 되어 노숙자촌을 관리하고 있다.
클로드 클라인(クロード・クライン)
성우 - 나카노 유타카
더그의 대학 시절 은사. 스키너와 공동연구를 하다가 재능을 질투해 연구결과를 조작했고 대학에서 추방당해 노숙자로 전락했다.
빌린다(ビリンダ)
성우 - 사와다 토시코
이스탄불에 거주 중인 스키너의 할머니.
샘 스티븐슨(サム・スティーブンソン)
성우 - 스기타 토모카즈
델타 제약주가 하프나파동으로 폭락하기전에 팔아넘겨 큰 돈을 번 개인투자자. 소유한 클럽에서 여자놀이에 흥겨워하는 파티피플.
비저너리(ヴィジョナリー)
성우 - 치바 쇼야
겉으로는 인기 클럽 DJ. 정체는 거물 해커 '닥터 909'로 델타 제약에서 해킹한 내부자 정보를 샘에게 흘렸다.
아메드 라흐만(アーメッド・ラフマン)
성우 - 오노 다이스케
하프나의 임상시험을 진행하는 델타 제약 CEO. 하프나 파동 이후 수면장애에 시달리고 있다. 라자로에 협력하고 스키너를 유인하기 위해 가짜 특효약 발표회를 계획한다.
린(リン)
성우 - 니코
'팝콘 위저드'라는 이름으로 알려진 거물 해커 여성.
빌리(ビリー)
성우 - 히노 사토시
AI '나가'를 신으로 모시는 신흥 종교 '진실의 탑'의 대표.
한나(ハンナ)
성우 - 와카야마 시온
진실의 탑에서 태어나 자란 일레이나의 소꿉친구.
나가(ナーガ)
성우 - 이노우에 카즈히코
싱귤래러티를 넘은 인공지능.
잉가(インガ)
성우 - 우에사카 스미레
러시아 특수 공작원대의 리더.
세르게이(セルゲイ)
성우 - 타카하시 데노리
잉가의 부하.
슈나이더
성우 - 오노 켄쇼
라자로의 활동 방해와 중요한 인물인 악셀의 말살 계획을 은밀하게 진행한다.

## 스태프
- 원작·감독 - 와타나베 신이치로
- 액션 감수 - 채드 스타헬스키
- 캐릭터 디자인 - 하야시 아케미
- 컨셉 디자인 - 브뤼네 스타니슬라스
- 프롭 디자인 - Stanislas Brunet, 신구지 노리유키, 츠치야 료스케
- 미술 감독 - 스기우라 미호
- 색채 설계 - 타나베 카나
- 화면 설계 - 사카모토 타쿠마
- 촬영 감독 - 사토 미츠히로
- 편집 - 사카모토 쿠미코
- 아반타이틀 - 야마시타 신고(그림콘티·연출·작화 감독)
- 엔딩 애니메이션 - 요네야마 마이(디렉터 원화)
- 음악 - Kamasi Washington, Bonobo, Floating Points
- 음향 효과 - Lauren Stephens(Lauren Stephens)
- 음향 제작 - dugout
- 프로듀서 - Joseph Chou
- 애니메이션 프로듀서 - 마츠나가 마사토
- 제작(制作) - MAPPA
- 기획 프로듀스·제작(製作) - SOLA ENTERTAINMENT

## 주제가
Vortex
카마시 워싱턴에 의한 오프닝 테마.
Lazarus
The Boo Radleys에 의한 엔딩 테마.
Dark Will Fall
Bonobo featuring Jacob Lusk에 의한 제1화 삽입곡.
Beyond the Sky
Bonobo featuring Nicole Miglis에 의한 제9화 삽입곡.

## 에피소드 목록
| 화수 | 제목                       | 콘티              | 그림 콘티                   | 연출                            | 작화 감독 | 총작화 감독                   | 방송일         |
| ---- | -------------------------- | ----------------- | --------------------------- | ------------------------------- | --- | ----------------------------- | -------------- |
| #1   | Goodbye Cruel World        | 와타나베 신이치로 | 와타나베 신이치로           | 미야케 카즈오 츠치야 요헤이     | 하야시 아케미 콘도 케이이치 쿠와하라 츠요시 | 하야시 아케미                 | 2025년 4월 6일 |
| #2   | Life in the Fast Lane      | 콘도 츠카사       | 오카무라 텐사이             | 토비타 츠요시                   | 라이즈칭 노마 치카코 | 하야시 아케미 콘도 케이이치   | 4월 13일       |
| #3   | Long Way From Home         | 오자와 타카히로   | 미야 시게유키 미야케 카즈오 | 츠치야 요헤이                   | 콘도 케이이치 왕웨이칭 코지코지 하라 슈이치 사이타 에루                                                                                                  | 이토 에리코                   | 4월 20일       |
| #4   | Don't Stop the Dance       | 사토 다이         | 야마시타 아키히코           | 미야케 카즈오                   | 아오야마 히로유키 | -                             | 4월 27일       |
| #5   | Pretty Vacant              | 콘도 츠카사       | 테라오카 이와오             | 미야케 카즈오                   | 나카쿠마 타이치 콘도 케이이치 왕웨이칭 타카호코 마코토 龍光 明光                                                                                         | 히라마츠 타다시 kojikoji      | 5월 4일        |
| #6   | Heaven is a Place on Earth | 오자와 타카히로   | 이토 노부타케               | 아비코 에이지                   | 니시무라 리에 아비코 에이지 콘도 케이이치 나카쿠마 타이치 하라 슈이치                                                                                    | 히라마츠 타다시               | 5월 11일       |
| #7   | Almost Blue                | 오자와 타카히로   | 오카무라 텐사이             | 임가희 灰谷平八郎               | 하라 슈이치 콘도 케이이치 나카쿠마 타이치 왕웨이칭 김도영                                                                                                | 하야시 아케미 히라마츠 타다시 | 5월 19일       |
| #8   | Unforgettable Fire         | 콘도 츠카사       | 야마시타 아키히코           | 츠치야 요헤이                   | 아키타 마나부 하야시 아케미 | -                             | 5월 25일       |
| #9   | DEATH ON TWO LEGS          | 사토 다이         | 츠치야 요헤이               | 모리카와 사야카                 | 히라마츠 타다시 이케다 사토시 王宣静 카네코 마사시 | 히라마츠 타다시               | 6월 2일        |
| #10  | I Can't Tell You Why       | 오자와 타카히로   | 야마시타 아키히코           | 미야케 카즈오                   | 니시무라 리에 콘도 케이이치 나카쿠마 타이치 하야시 아케미                                                                                                | 하야시 아케미                 | 6월 8일        |
| #11  | Runnin' with the Devil     | 콘도 츠카사       | 야마시타 아키히코           | 츠치야 요헤이 오카모토 야스토모 | 토쿠오카 코헤이 후루마타 타이치 코이즈미 코세이 콘도 케이이치 魯亞芝 이케다 사토시 아키타 마나부 하야시 아케미                                           | 아키타 마나부                 | 6월 15일       |
| #12  | Close to the Edge          | 와타나베 신이치로 | 야마시타 아키히코           | 아비코 에이지                   | Nyki Ikyn Shelia Loewito Tegaray Galiano González Daniel Sidaway 아키타 마나부 코이즈미 코세이 魯亞芝 王宣静 하라다 타츠야 나카야마 토모요 카네코 마사시 | 히라마츠 타다시               | 6월 23일       |
| #13  | The World Is Yours         | 와타나베 신이치로 | 야마시타 아키히코           | 미야케 카즈오                   | 王宣静 아키타 마나부 니시무라 리에 이케다 사토시 하라다 타츠야 코이즈미 코세이 콘도 케이이치 오다 고세이 이데우에 요시히데 `토쿠오카 코헤이              | 하야시 아케미                 | 6월 29일       |